# Taramis
Pour les articles homonymes, voir Prowler.
Taramis est un groupe australien de heavy metal, originaire de Melbourne, actif entre 1983 et 1993. Sous le nom de Prowler, ils jouent des reprises d'autres artistes ; en 1985, ils enregistrent leurs propres morceaux et changent de nom. À cette époque, le groupe est composé de Dave Browne à la batterie, Shane « Joel » Southby au chant, Danny Komorr à la guitare basse et Craig Robertson à la guitare solo. Leur premier album, Queen of Thieves, sort en août 1987. Un deuxième album suit en avril 1992, Stretch of the Imagination, et le groupe assure la première partie du groupe brésilien Sepultura lors de son concert à Melbourne en juillet. 
Taramis se sépare au début de l'année 1993. Le musicologue australien Ian McFarlane note qu'ils étaient « l'un des premiers groupes locaux à jouer une marque de heavy metal « progressif » dans le style des groupes étrangers ... ». Taramis a insufflé à sa musique ésotérique un sentiment épique et mystique. Joel Southby, le leader du groupe, possédait également « une voix rocailleuse qui ajoutait du piquant aux arrangements des chansons du groupe qui s'élevaient en flèche ».

## Histoire
En 1983, Taramis est formé sous le nom de Prowler à Melbourne avec Joe Cordina à la batterie, Danny Komorr à la guitare basse, Mick « Lights » Cawthan à la guitare solo, Craig Robertson à la guitare solo et Shane « Joel » Southby au chant. Au départ, Prowler jouait des reprises d'Iron Maiden et de Manowar. En 1985, Cordina est remplacé à la batterie par Dave Browne, le groupe joue des morceaux plus originaux et change de nom pour devenir Taramis, d'après le film Conan le Barbare de 1984.
Fin 1986, le groupe enregistre son premier album, Queen of Thieves, qui paraît sur le label Metal for Melbourne en août 1987. Il est produit et réalisé par George Simak (Black Jack). Avant sa sortie, Komorr est remplacé à la guitare basse par Evan Harris. Le groupe fait une tournée dans l'État de New York et signe avec le label américain Metal Blade Records pour sortir l'album en Amérique du Nord l'année suivante.
Début 1990, Robertson quitte le groupe et est remplacé par George Larin (ex-New Religion, Nothing Sacred) à la guitare solo, qui ajoute au son du groupe un « style de jeu plus inventif et plus énergique »,
. En avril 1992, leur deuxième album, Stretch of the Imagination, sort sur le label Rising Sun Productions. Il est enregistré aux studios Oasis et produit par Doug Saunders (Mass Confusion). En juillet de la même année, ils assurent la première partie du groupe brésilien Sepultura lors de leur concert à Melbourne.
Taramis s'est dissous au début de l'année 1993. Le musicologue australien Ian McFarlane note qu'ils étaient « l'un des premiers groupes locaux à jouer une marque de heavy metal « progressif »  dans le style des groupes étrangers... » Taramis a insufflé à sa musique ésotérique un sentiment épique et mystique. Joel Southby, le leader de Man-mountain, possédait également « une voix rocailleuse qui ajoutait du piquant aux arrangements des chansons du groupe ».
Southby déménage à Sydney et devient membre du Merv Brewer Steel Guitar Band. Il s'installe ensuite en Nouvelle-Zélande. Larin développe son propre projet éponyme. En 2000, Browne rejoint Clauz, un groupe de metal composé de trois musiciens, qui sortira un album, Strict Regime, en 2002. En décembre 2008, Harris, ancien membre de Black Majesty et d'Endel Rivers, a joué de la guitare basse pour Steve Turner, un guitariste australien de rock progressif, l'album de Turner étant prévu pour la mi-2009. Dave Browne est décède le 6 janvier 2009 à l'âge de 44 ans ; Taramis se reforme en juin pour donner un concert de bienfaisance en l'honneur de Browne. Ce même mois, les deux albums sont réédités par My Graveyard Records avec des titres bonus.

## Discographie
- 1984 : Blood and Honour (démo, sous le nom de Prowler)
- 1987 : Queen of Thieves (album, Metal for Melbourne Records)
- 1988 : Demo (démo, auto-publié)
- 1991 : Stretch of the Imagination (album, Metal for Melbourne Records)